# Бурлак (Челябинская область)
Бурла́к — посёлок в Карабашском городском округе Челябинской области России.

## География
Добраться до посёлка возможно только железнодорожным транспортом.

## Население
| 2002 | 2010 |
| ---- | ---- |
| 22   | ↘10  |

По данным Всероссийской переписи, в 2010 году численность населения посёлка составляла 10 человек (4 мужчины и 6 женщин).

## Транспорт
Расположен одноимённый остановочный пункт Южно-Уральской железной дороги.

## Улицы
В настоящее время в посёлке отсутствуют улицы.